# Erythranthe dentata
Erythranthe dentata är en gyckelblomsväxtart som först beskrevs av Thomas Nuttall och George Bentham, och fick sitt nu gällande namn av Guy L. Nesom. Erythranthe dentata ingår i släktet Erythranthe och familjen gyckelblomsväxter. Inga underarter finns listade i Catalogue of Life.